# سيث وارنر
سيث وارنر (بالإنجليزية: Seth Warner)‏ (1743 - 1784) هو جندي أمريكي في حرب الاستقلال الأمريكية، وكان قد ولد في روكسبري، كونيتيكت يوم 17 مايو 1743، وانتقل إلى أبيه إلى منح نيوهامشير، وأصبح بارزا بين الشباب الذين حاربوا بقوة مطالب ولاية نيويورك في مقاطعة فيرمونت. وعند اندلاع حرب الاستقلال قاد فرقة فتية الجبل الأخضر التي احتلت كراون بوينت يوم 11 مايو 1775، وكانت هذه الفرقة قد أخذت دورا في الحملة الفاشلة على كيبيك في وقت لاحق من تلك السنة. وفي يوليو 1776 أصبح عقيدا في الجيش القاري وخدم في الجيش طوال الحرب. وتقاعد عام 1782 عاد إلى روكسبري حيث مات العام 1784.